# キッチン戦隊クックルン (6代目)
キッチン戦隊クックルン (6代目)では、テレビ番組『ゴー!ゴー!キッチン戦隊クックルン』のうち、6代目のキッチン戦隊クックルンが登場する2024年度からの内容について記載する。

## あらすじ
ぺこはら村からもりてんこ村に引っ越してきた初代クックルンリンゴとその子供、ヨモギ、クリン、マメコ。リンゴの義理の姉であるハッカが営むパン屋を手伝う代わりに、2階に住まわせてもらうことになっている。部屋に着いて一息ついていると、外に食パン怪人が現れる。リンゴは変身し応戦するが、隙を突かれてヨモギたちに向けて怪人の攻撃魔法が放たれる。とっさにかばったリンゴが直撃を受け、キャンディーの姿に変えられてしまう。ヨモギたちが困り果てるなか、愛犬おかかが首に巻いていた風呂敷の中から光り輝くエレメントが飛び出し、3人はクックルンに変身！気がつくとそこは不思議なキッチンの中。3人がクックルンに変身したことで人間の姿になったおかか曰く、そこはかつてリンゴがクックルンとして使っていたレインボーキッチン。3人で協力して料理を作って食べて得たパワーで怪人をやっつける。キャンディーになってしまったお母さんを元の姿に戻すためには、魔法をかけた食パン怪人の力が必要。クックルンのパワーを手に入れようとキャンディーを狙う怪人たちと戦い、来たるべき日のためにヨモギたちの奮闘記が幕を開ける。

## 登場人物

### キッチン戦隊クックルン
4代目クックルン以来となる、女子メンバー2人男子メンバー1人の構成で赤黄緑の衣装が復活する。女子メンバーが緑を担当するのは初となる。
ヨモギ
声・演 - 斉藤柚奈
もりてんこ村に住む女の子。初代クックルンのリンゴの長女。衣装カラーは緑。3人姉弟の中では一番のしっかり者であり、ツッコミ担当でもある。家族に一大事があってもすぐに帰ってこないミントに対し怒りをあらわにすることもあったが、事情を知ってからは和解している。
クリン
声・演 - 藤本風悟
もりてんこ村に住む男の子。初代クックルンのリンゴの長男。衣装カラーは黄色。好きな言葉は食べ放題飲み放題。自称なぞなぞ王子ですごろく王子。ボナペティ学園の教師であるブイヨン先生に一目惚れしている。
マメコ
声・演 - 石塚七菜子
もりてんこ村に住む女の子。初代クックルンのリンゴの次女。衣装カラーは赤。好きな言葉は長い物には巻かれろ。推しはハヤ・オシゾウ。

### クックルンの協力者
おかか
声・演 - 岡宏明
リンゴ一家が飼っている犬。ヨモギたちがクックルンに変身したパワーを受けて人間の姿になった。また、犬の状態でも人間のように普通に立ったり、会話することができる。これは動物でも可。早口言葉が得意。怪人に最初に狙われることが多い。

### クックルンの家族
リンゴ
声 - 田口乙葉
初代クックルンであり、6代目クックルン（ヨモギ、クリン、マメコ）の母親。怪人の攻撃からヨモギたちを庇った際に代わりに攻撃を受けてしまい、キャンディーの姿に変えられてしまう。2024年度121話で人間の姿に戻ることはできたものの、キャンディーの一部がとけて小さくなってしまっていたため、身体が幼児化してしまう。
ミント
声 - 原口沙輔
ヨモギ、クリン、マメコの父親であり、リンゴの夫。世界的に人気のあるミュージシャンで、世界中を飛び回っている。リンゴがキャンディーに変えられたことをヨモギからの手紙で知ったときもツアー中であった。一刻も早く家族の元へ帰ろうとするミントであったが、ツアースタッフの懸命な説得によりツアーを続行した。

### もりてんこ村の関係者
ハッカ
声 - 依田菜津
リンゴの義姉。スベスベーカリーというパン屋を営んでいる。店を手伝ってもらう代わりに、2階にヨモギたちを住まわせてくれている。サルゴリラの大ファンであるが、本人たちのことをマジシャンだと思い込んでいる。
ペグ
声 - 小田柿悠太
ヨモギたちに「恐ろしい怪人が出た」と告げた謎の少年。実家が営む牧場でとれたミルクをくれた。ヨモギたちのクラスメイト。
ブイヨン
声 - 辻凪子
ヨモギたちが通うボナペティ学園の女性教員。ボナペティ学園で唯一の先生。いつでもどこでもハイテンションなギャル。
タープ
声 - 佐藤はな
ヨモギたちのクラスメイトの女の子。褐色肌で眼鏡をかけている。べっちょり沼の奥に住んでいる。物知り。掃除機を魔改造して操縦可能にするなど、才能の片鱗を見せる。
ポンチョ
声 - 辻凪子
タープの祖母。大柄でタープを肩に乗せることができる。
ハヤ・オシゾウ
声 - 外崎友亮
どんなクイズにも答えてしまうクイズ王。マメコが「人生のすべてを捧げてもいい」と言い切るほどの推し。もりてんこ村に住んでいるが最近は忙しく、村にいることは少ない。
スースー
声 - 德石勝大
ミントのマネージャー。妻をキャンディーに変えられたミントをすぐに家に帰らせてやれなかったことに責任を感じている。
シュラフ
声 - 德石勝大
ペグの兄。原因不明の病気にかかっていたが、蜜をなめるとどんな病気も治ると言われる花をペグが手に入れたことで健康になった。

### 先代クックルン
セージ、クミン
声 - 中尾壮位、幸田雛子
初代クックルン。2024年度41週に登場。ヨモギらのピンチに駆けつけ、リンゴ救出に協力した。

### 番組外からのゲスト出演者
サルゴリラ（赤羽健壱、児玉智洋）
声 - 赤羽健壱、児玉智洋
2024年度28話から30話に登場。もりてんこ村でライブをした。
ハローキティ
声 - ハローキティ
2024年度61話から64話に登場。クックルンだけでなくクヨッペン達とも歌った。
吉田沙保里
声 - 吉田沙保里
2024年度97話から99話に登場。ヨモギがクリンとマメコを鍛え直すために指導を依頼した。吉田の熱心な指導によりマメコは念願の必殺技を習得した。

## クックルンについて

### 変身時の名乗り
- ヨモギ：「サラダにキノコにもぎたてフルーツ！まもるグリーンのわたしはヨモギ！」
- クリン：「パスタにチャーハンフライドポテト！げんきのイエローぼくはクリン！」
- マメコ：「やきとりおさしみひややっこ！のびゆくレッドわたしはマメコ！」

### 必殺技
クックルンの必殺技
まんぷくビーム
キッチンでパワーを溜めたときにのみ出せる。
ヨモギの必殺技
ミラクルニュートン
地面からリンゴの木を生やし、なった実を相手に落とす。
ダイドコロジーZ
「変われ、自分！」と叫び台所用品に変身する。3人が試してみるが、発動したのはヨモギだけだった。
クリンの必殺技
ゴロゴロクラシターイ
ゴロゴロ転がる丸い形に変身する。初代クックルンのセージの必殺技ノビノビクラシターイを真似しようとして技名を間違えて唱え、偶然発動した。
マメコの必殺技
マッチョトランスフォーム
筋骨隆々の姿に変身し、怪人を一撃で飛ばしてしまうほどのパワーを発揮する。変身している間のことは覚えていない。吉田沙保里に教わった絶対に負けたくない気持ちを爆発させたことで発動した。
ギャラクシーセレブレーション
指先からビームを発射する。マメコ自身が考案した必殺技で、長らく習得できずにいたが、対にんにく怪人戦のクライマックスでついに発動した。
リンゴの必殺技
ミラクルニュートン
ヨモギと同じ。

## 作中用語
もりてんこ村
3人がぺこはら村から引っ越してきた村。ぺこはら村より少し小さいが自然豊か。
ぺこはら村
3人がもりてんこ村に引っ越してくる前に住んでいた村。
レインボーキッチン
3人がパワーチャージをするキッチン。
ボナペティ学園
3人が通う小学校。
べっちょり沼
もりてんこ村の森の奥にある沼。でっかい掃除機のヌシがいるという噂があったが、タープが魔改造した掃除機であった。
ぷらてん湖
もりてんこ村の近くにある湖。村では「海」と呼称されている。
もりてんこ体育館
もりてんこ村の体育館。吉田沙保里がトレーニングのために利用している。

## 放送内容について

### 各曜日の放送

#### 2024年度
- 1週目の月曜から水曜：戦隊もののストーリーに絡めながら料理の作り方を紹介していく。
- 2週目の月曜日：アニメパートと、食べ物のクイズなどを実写で放送している。
- 2週目の火曜から水曜：「デリシャス探検隊!」の放送をしている。
- 3週目の月曜から水曜：戦隊もののストーリーに絡めながら料理の作り方を紹介していく。
- 4週目の月曜：アニメパートと、食べ物のクイズなどを実写で放送している。または再放送をしている。
- 4週目の火曜から水曜：「デリシャス探検隊！」の放送をしている。または再放送をしている。
- 5週目の月曜から水曜：再放送をしている。

#### 2025年度
- 土曜のみ。

### 各種コーナー
おかかでQ
おかかが出題する料理や食材に関する問題にクックルンが答える。
ヨモギのもぎたてポイント
ヨモギが料理のポイントを教えてくれる。

## 主題歌
「虹のむこうへ」
斉藤柚奈、藤本風悟、石塚七菜子によるオープニングテーマ。作詞は竹村武司、作曲は原口沙輔。
「負けるな！ふんばれ！クヨッペン」
皆川猿時、七緒はるひによるエンディングテーマ。作詞は竹村武司、作曲は福井洋介。
「あしたはきっとワンダフル」
岡宏明、斉藤柚奈、藤本風悟、石塚七菜子によるエンディングテーマ。作詞は竹村武司、作曲は原口沙輔。

## 各話リスト
表について
- 週：年度内での放送週の通番。2025年度は週1回の放送のため省略。
- 話：年度内での放送回の通番。
- 初回放送日：放送が初めてされたと確認できた日。
- サブタイトル：NHKの番組表[† 2]や電子番組ガイドに準ずる。初回放送と再放送で異なる場合は、基本的に初回放送のものを記載。
- 怪人・テーマ食材・調査内容：番組に準ずる。
- 料理名：公式サイトの「これまでに紹介したレシピ[† 3]」に掲載されたものに準ずる。クヨッペン料理回については右肩に「DE」と表記。
- 挿入歌：番組内で披露される楽曲。太字は初出のもの。作曲者は特筆ない限り原口沙輔、作詞者は楽曲の初出の回を参照。
- ED：エンディングテーマ。「負けるな！ふんばれ！クヨッペン」を「A」、「あしたはきっとワンダフル」を「B」と表記する。

### 2024年度
| 週 | 話  | 初回放送日    | サブタイトル                             | 怪人                                                         | テーマ食材           | 料理名・調査内容                       | 挿入歌 | ED |
| -- | --- | ------------- | ---------------------------------------- | ------------------------------------------------------------ | -------------------- | -------------------------------------- | --- | -- |
| 01 | 01  | 2024年 4月1日 | もりてんこ村へのお引越し                 | ムッシュ・ショクパニエル                                     | -                    | -                                      | - | -  |
| 01 | 02  | 4月2日        | レインボーキッチンで初めての料理         | ムッシュ・ショクパニエル                                     | 食パン               | マヨチーズトースト                     | いざ出発！クッキングフライト（作詞 - 水井心太）                                                                                       | -  |
| 01 | 03  | 4月3日        | おかかが立った！                         | キャベツンツン                                               | キャベツ             | うどんナポリタン                       | いざ出発！クッキングフライト | -  |
| 02 | 04  | 4月8日        | クヨッペンの選曲                         | -                                                            | -                    | -                                      | - | A  |
| 02 | 05  | 4月9日        | デリシャス探検隊！アスパラ(前編)         | -                                                            | -                    | アスパラガス                           | いざ出発！クッキングフライト | -  |
| 02 | 06  | 4月10日       | デリシャス探検隊！アスパラ(後編)         | -                                                            | -                    | アスパラガス                           | DO MY BEST!!（作詞 - 本田水奈子） | -  |
| 03 | 07  | 4月15日       | マメコの野望                             | コンコンコーン                                               | コーン               | コーンたっぷりマカロニサラダ           | DO MY BEST!! | -  |
| 03 | 08  | 4月16日       | ブイヨン先生、登場！                     | ストロベリーマッチョ                                         | いちご               | いちごのミニミニパフェ                 | いざ出発！クッキングフライト | -  |
| 03 | 09  | 4月17日       | マジックで対決だ！                       | タスタスくん                                                 | レタス               | スクランブルエッグサンド               | DO MY BEST!! | -  |
| 04 | 010 | 4月22日       | クヨッペン、PR動画をつくる               | -                                                            | -                    | -                                      | - | -  |
| 04 | 011 | 4月23日       | デリシャス探検隊！牛乳(前編)             | -                                                            | -                    | 牛乳                                   | いざ出発！クッキングフライト | -  |
| 04 | 012 | 4月24日       | デリシャス探検隊！牛乳(後編)             | -                                                            | -                    | 牛乳                                   | DO MY BEST!! | -  |
| 05 | 013 | 5月6日        | 怪人の名前はなーんだ？                   | バナナナナナナナーン                                         | バナナ               | バナナむしパン                         | DO MY BEST!! | -  |
| 05 | 014 | 5月7日        | 出てくるタイミングの問題                 | シュガーくん                                                 | 砂糖                 | レンチンプリン                         | いざ出発！クッキングフライト | -  |
| 05 | 015 | 5月8日        | おかかがカステラになっちゃった！         | カ・ステラおばさん                                           | カステラ             | カステラのスコップケーキ               | DO MY BEST!! | -  |
| 06 | 016 | 5月13日       | クヨちゃんとおやつを作ろう！(1)          | トマトロン そうかんがえる スイスイカ シュークリームちゃん    | -                    | じゃがバター DE                        | - | -  |
| 06 | 017 | 5月14日       | デリシャス探検隊！しいたけ(前編)         | -                                                            | -                    | しいたけ                               | いざ出発！クッキングフライト | -  |
| 06 | 018 | 5月15日       | デリシャス探検隊！しいたけ(後編)         | -                                                            | -                    | しいたけ                               | 料理は虹色シンフォニー（作詞 - 熊野ひよこ）                                                                                           | -  |
| 07 | 019 | 5月20日       | ヨモギは大女優!?                         | バッキューンリ                                               | きゅうり             | カラフルサラダ                         | 料理は虹色シンフォニー | -  |
| 07 | 020 | 5月21日       | ギャルとカラオケと小テスト               | ハイ！チーズくん                                             | ピザ用チーズ         | マッシュポテトのチーズ焼き             | DO MY BEST!! | -  |
| 07 | 021 | 5月22日       | ヌシの正体                               | あーーん子                                                   | あんこ               | ごまだんご                             | いざ出発！クッキングフライト | -  |
| 08 | 022 | 6月3日        | クリンの意外な特技                       | エッグー                                                     | たまご               | フルーツカスタードサンド               | いざ出発！クッキングフライト | -  |
| 08 | 023 | 6月4日        | あぶりカルビあぶりカルビあぶりカルビ     | ミスタープラム                                               | うめぼし             | ちくわのくるくる巻き                   | DO MY BEST!! | -  |
| 08 | 024 | 6月5日        | 本気でダラダラしよう！                   | オコメーズ                                                   | お米                 | とりそぼろ丼                           | 料理は虹色シンフォニー | -  |
| 09 | 025 | 6月10日       | クヨちゃんとおやつを作ろう！(2)          | -                                                            | -                    | キャベツとたまごのチーズ焼き DE        | - | -  |
| 09 | 026 | 6月11日       | デリシャス探検隊！お茶(前編)             | -                                                            | -                    | お茶                                   | 完全無欠のクッキングスター（作詞 - 本田水奈子）                                                                                       | -  |
| 09 | 027 | 6月12日       | デリシャス探検隊！お茶(後編)             | -                                                            | -                    | お茶                                   | いざ出発！クッキングフライト | -  |
| 10 | 028 | 6月17日       | キングオブコントの王者がやってきた！     | ウィンウィンナース                                           | ウインナーソーセージ | ソーセージのパスタスープ               | 完全無欠のクッキングスター | -  |
| 10 | 029 | 6月18日       | ハッカ、推しに会う                       | ツナワタリン                                                 | ツナ                 | ツナときゅうりのちらしずし             | 料理は虹色シンフォニー | -  |
| 10 | 030 | 6月19日       | サルゴリラの怪人オーディション           | ベーコベーコ                                                 | ベーコン             | オクラとベーコンのバターしょうゆいため | DO MY BEST!! | -  |
| 11 | 031 | 7月1日        | 誰が使える？必殺技ダイドコロジーZ        | ナス村ナス夫                                                 | なす                 | なすとベーコンのチーズチヂミ           | いざ出発！クッキングフライト | -  |
| 11 | 032 | 7月2日        | クリンの必殺技                           | リベールブ                                                   | ブルーベリー         | ブルーベリーアイス                     | 料理は虹色シンフォニー | A  |
| 11 | 033 | 7月3日        | ピーマン王子の妹                         | ピーマン王女                                                 | ピーマン             | チキンカレーピラフ                     | 完全無欠のクッキングスター | -  |
| 12 | 034 | 7月8日        | クヨちゃんとおやつを作ろう！(3)          | -                                                            | -                    | ぷるぷるオレンジゼリー DE              | - | -  |
| 12 | 035 | 7月9日        | デリシャス探検隊！ラーメン(前編)         | -                                                            | -                    | ラーメン                               | ツバメ | -  |
| 12 | 036 | 7月10日       | デリシャス探検隊！ラーメン(後編)         | -                                                            | -                    | ラーメン                               | 完全無欠のクッキングスター | -  |
| 13 | 037 | 7月15日       | 怪人の弱点は？                           | カッチカチブッシー                                           | かつおぶし           | あつあげとピーマンのチャンプルー       | 完全無欠のクッキングスター | -  |
| 13 | 038 | 7月16日       | 1+1の答えは？                            | ホワイトフォールン                                           | しらたき             | しらたきとにんじんのたらこいため       | 料理は虹色シンフォニー | -  |
| 13 | 039 | 7月17日       | ロングロングすいか割りに挑戦だ！         | ウォタメロじいさん                                           | すいか               | すいかのしゅわしゅわゼリー             | 完全無欠のクッキングスター | -  |
| 14 | 040 | 7月22日       | クヨッペン、チアリーダーになる           | -                                                            | -                    | -                                      | いざ出発！クッキングフライト | -  |
| 14 | 041 | 7月23日       | デリシャス探検隊！フランス料理(前編)     | -                                                            | -                    | フランス料理                           | 完全無欠のクッキングスター | -  |
| 14 | 042 | 7月24日       | デリシャス探検隊！フランス料理(後編)     | -                                                            | -                    | フランス料理                           | サカナカマ（作詞 - 本田水奈子、作曲 - 得能律郎）                                                                                      | -  |
| 15 | 043 | 8月5日        | マメコ、推しに会う                       | ナンプリアン                                                 | ナンプラー           | クックルン風ナシゴレン                 | サカナカマ | -  |
| 15 | 044 | 8月6日        | 工作でハイテンション!!                   | スパスパスライサー                                           | スライスチーズ       | チーズとハムのフレンチトースト         | 完全無欠のクッキングスター | -  |
| 15 | 045 | 8月7日        | ミラクル変身すごろくで勝負               | ダイズイズー                                                 | きな粉               | かたくりわらびもち                     | 料理は虹色シンフォニー | -  |
| 16 | 046 | 8月12日       | クヨちゃんとおやつを作ろう！(4)          | -                                                            | -                    | チョコバナナパフェ DE                  | - | -  |
| 16 | 047 | 8月13日       | デリシャス探検隊！梅干し(前編)           | -                                                            | -                    | 梅干し                                 | いざ出発！クッキングフライト | -  |
| 16 | 048 | 8月14日       | デリシャス探検隊！梅干し(後編)           | -                                                            | -                    | 梅干し                                 | 料理は虹色シンフォニー | -  |
| 17 | 049 | 8月19日       | 流しそうめんで、はや流れ対決!?           | そうめんめん                                                 | そうめん             | ひやし中華風そうめん                   | 完全無欠のクッキングスター | A  |
| 17 | 050 | 8月20日       | 最強な怪人の意外な弱点                   | スカイウィンググレープナイト                                 | クリームチーズ       | レアチーズタルト                       | 料理は虹色シンフォニー | -  |
| 17 | 051 | 8月21日       | 目玉焼きには何をかける？                 | けちゃこちゃん                                               | ズッキーニ           | ズッキーベーポテ重ね焼き               | DO MY BEST!! | A  |
| 18 | 052 | 9月2日        | 今からでも大丈夫！総集編スペシャル1      | -                                                            | -                    | -                                      | - | -  |
| 18 | 053 | 9月3日        | 今からでも大丈夫！総集編スペシャル2      | -                                                            | -                    | -                                      | - | -  |
| 18 | 054 | 9月4日        | 今からでも大丈夫！総集編スペシャル3      | -                                                            | -                    | -                                      | イラッキン愛のバラード（作詞 - 竹村武司、作曲 - 佐藤泰将） パパになっちゃった（作詞 - 竹村武司、作曲 - YUPPA）                        | A  |
| 19 | 055 | 9月9日        | おかかの必殺技!?                         | DJぷーぷー                                                   | さつまいも           | スイートポテトサラダ                   | 完全無欠のクッキングスター | -  |
| 19 | 056 | 9月10日       | 良くも悪くも足が速い怪人                 | さばさばダッシュくん                                         | さば缶               | さば缶チーズカレー                     | サカナカマ | -  |
| 19 | 057 | 9月11日       | くさくておいしい？ハッカの新しいパン     | ニラー                                                       | にら                 | 焼き肉丼                               | 料理は虹色シンフォニー | -  |
| 20 | 058 | 9月16日       | クックルン歌スペシャル                   | -                                                            | -                    | -                                      | DO MY BEST!! ツバメ サカナカマ サンバdeスリービンゴーズ（作詞 - 本田水奈子、作曲 - 得能律郎）                                         | -  |
| 20 | 059 | 9月17日       | デリシャス探検隊！機内食(前編)           | -                                                            | -                    | 機内食                                 | いざ出発！クッキングフライト | -  |
| 20 | 060 | 9月18日       | デリシャス探検隊！機内食(後編)           | -                                                            | -                    | 機内食                                 | サンバdeスリービンゴーズ | -  |
| 21 | 061 | 9月23日       | クックルンにキティちゃんがやってきた！   | ぶた肉マン                                                   | ぶた肉               | きのこのぶた肉まき                     | DO MY BEST!! | -  |
| 21 | 062 | 9月24日       | キティちゃんは本物？偽物？               | アマロン3世                                                  | あまぐり             | いもくりごはんのさんかくおにぎり       | サンバdeスリービンゴーズ | -  |
| 21 | 063 | 9月25日       | キティちゃん、地球を救う!?               | ニンジンジン人                                               | にんじん             | にんじんとレタスの塩焼きそば           | サカナカマ | -  |
| 22 | 064 | 10月7日       | キティちゃんとクヨッペン、宿命の出会い   | -                                                            | -                    | パリパリ！チーズせんべい DE            | - | -  |
| 22 | 065 | 10月8日       | デリシャス探検隊 くり(前編)              | -                                                            | -                    | くり                                   | 完全無欠のクッキングスター | -  |
| 22 | 066 | 10月9日       | デリシャス探検隊 くり(後編)              | -                                                            | -                    | くり                                   | サンバdeスリービンゴーズ | -  |
| 23 | 067 | 10月14日      | ブイヨン先生は特殊な訓練を受けていた     | モイガージャ                                                 | じゃがいも           | 肉じゃが                               | 完全無欠のクッキングスター | -  |
| 23 | 068 | 10月15日      | イクラ怪獣イクラプトルが大暴れ！         | いくちゃん                                                   | 塩ざけ               | さけチャウダー                         | 料理は虹色シンフォニー | -  |
| 23 | 069 | 10月16日      | 720時間の長考                            | パスタスパ先生                                               | スパゲッティ         | キャベツとたらこのスパゲッティ         | サンバdeスリービンゴーズ | -  |
| 24 | 070 | 10月21日      | あこがれるのをやめまショー               | コロ山スケ三郎                                               | たまねぎ             | かぼちゃとチーズの焼きコロッケ         | サンバdeスリービンゴーズ | -  |
| 24 | 071 | 10月22日      | むなしさは収穫でショー                   | バターゴルファー                                             | バター               | 大学かぼちゃ                           | 料理は虹色シンフォニー | -  |
| 24 | 072 | 10月23日      | 少女かぼちゃ仮面伝説                     | クッキッキー                                                 | かぼちゃ             | ハロウィーンクッキー                   | いざ出発！クッキングフライト | -  |
| 25 | 073 | 11月11日      | 再会、父よ…                              | さとさといもいも                                             | さといも             | さといもとベーコンのチーズ焼き         | 完全無欠のクッキングスター | -  |
| 25 | 074 | 11月12日      | 世界でいちばんむかつくお父さん           | ブロッコ・リー                                               | ブロッコリー         | とり肉と野菜の甘酢いため               | サンバdeスリービンゴーズ | -  |
| 25 | 075 | 11月13日      | あの日のバックステージ                   | だいこん怪人                                                 | だいこん             | だいこんステーキ                       | いざ出発！クッキングフライト | -  |
| 26 | 076 | 11月18日      | サンバ・パレードの華麗な噂が             | -                                                            | -                    | ホットサンド DE                        | - | -  |
| 26 | 077 | 11月19日      | デリシャス探検隊 ぶどう(前編)            | -                                                            | -                    | ぶどう                                 | サンバdeスリービンゴーズ | -  |
| 26 | 078 | 11月20日      | デリシャス探検隊 ぶどう(後編)            | -                                                            | -                    | ぶどう                                 | 料理は虹色シンフォニー | -  |
| 27 | 079 | 11月25日      | 暗闇から手を伸ばせ                       | マックラクラワー                                             | カリフラワー         | ホットサラダ                           | DO MY BEST!! | -  |
| 27 | 080 | 11月26日      | 時間よ、とまれ                           | ストップシュリンプおじさん                                   | えび                 | ちゃんぽん風ミルクうどん               | サンバdeスリービンゴーズ | -  |
| 27 | 081 | 11月27日      | あんなに一緒だったのに                   | かぶりの海賊                                                 | かぶ                 | かぶのそぼろあんかけ                   | 料理は虹色シンフォニー | -  |
| 28 | 082 | 12月2日       | 忍者キャプチャー                         | しめにんじゃ                                                 | しめじ               | しめじとほうれんそうのスパゲッティ     | 完全無欠のクッキングスター | -  |
| 28 | 083 | 12月3日       | くしゃみで飛ぶような悲しみ               | ハックハック                                                 | はくさい             | 肉だんごとはくさいのスープ             | サンバdeスリービンゴーズ | -  |
| 28 | 084 | 12月4日       | ウォール・ガイ                           | サニーれい太（ダークれい太）                                 | たら                 | たらのピカタ                           | サカナカマ | -  |
| 29 | 085 | 12月9日       | リーンゴーの翼                           | プルンプリン スイカペン リーンゴー おっとっとっと            | -                    | マシュマロビスケット DE                | - | -  |
| 29 | 086 | 12月10日      | デリシャス探検隊 卸売市場(前編)          | -                                                            | -                    | 卸売市場                               | いざ出発！クッキングフライト | -  |
| 29 | 087 | 12月11日      | デリシャス探検隊 卸売市場(後編)          | -                                                            | -                    | 卸売市場                               | サカナカマ | -  |
| 30 | 088 | 12月16日      | 翼人の呪い                               | ジドリドーリ                                                 | とり肉               | コーンフレークチキン                   | 完全無欠のクッキングスター | A  |
| 30 | 089 | 12月17日      | 魔法少女に何が起こったか                 | マジカルクリームーン                                         | ホイップクリーム     | いちごのサンタミルクレープ             | サンバdeスリービンゴーズ | -  |
| 30 | 090 | 12月18日      | トンネルのむこうは                       | マカマカロニロニ                                             | マカロニ             | えびマカロニグラタン                   | いざ出発！クッキングフライト | -  |
| 31 | 091 | 12月23日      | 冬が来るとわけもなく楽しくなりません？   | -                                                            | -                    | かんたんアップルパイ DE                | - | -  |
| 31 | 092 | 12月24日      | デリシャス探検隊 クリスマスケーキ(前編)  | -                                                            | -                    | クリスマスケーキ                       | 完全無欠のクッキングスター | -  |
| 31 | 093 | 12月25日      | デリシャス探検隊 クリスマスケーキ(後編)  | -                                                            | -                    | クリスマスケーキ                       | いざ出発！クッキングフライト | -  |
| 32 | 094 | 2025年 1月6日 | ダークイーターズかくし芸大会(1)          | -                                                            | -                    | -                                      | - | -  |
| 32 | 095 | 1月7日        | ダークイーターズかくし芸大会(2)          | -                                                            | -                    | -                                      | - | -  |
| 32 | 096 | 1月8日        | ダークイーターズかくし芸大会(3)          | -                                                            | -                    | -                                      | - | -  |
| 33 | 097 | 1月13日       | 霊長類最強女子とよばれて                 | 牛田さん                                                     | 牛肉                 | すき焼き風うどん                       | DO MY BEST!! | -  |
| 33 | 098 | 1月14日       | 熱血の吉田沙保里                         | カマゲリアン                                                 | かにかまぼこ         | かにかまたま                           | サンバdeスリービンゴーズ | -  |
| 33 | 099 | 1月15日       | ハイパー・マメコ                         | アブラサラーダ                                               | にんじん             | にんじんパンケーキ                     | いざ出発！クッキングフライト | -  |
| 34 | 100 | 1月20日       | かなたからの手紙                         | -                                                            | -                    | -                                      | クッキンファンタジア（作詞 - 本田水奈子） みんなでモグモグGood Time!（作詞 - 熊野ひよこ） それがテッパンフライパン（作詞 - 水井心太） | A  |
| 34 | 101 | 1月21日       | デリシャス探検隊 わかさぎ(前編)          | -                                                            | -                    | わかさぎ                               | サカナカマ | -  |
| 34 | 102 | 1月22日       | デリシャス探検隊 わかさぎ(後編)          | -                                                            | -                    | わかさぎ                               | 料理は虹色シンフォニー | -  |
| 35 | 103 | 1月27日       | クイズマスター                           | -                                                            | -                    | -                                      | - | -  |
| 35 | 104 | 1月28日       | デリシャス探検隊 はくさい(前編)          | -                                                            | -                    | はくさい                               | いざ出発！クッキングフライト | -  |
| 35 | 105 | 1月29日       | デリシャス探検隊 はくさい(後編)          | -                                                            | -                    | はくさい                               | 完全無欠のクッキングスター | -  |
| 36 | 106 | 2月10日       | ペグの秘密                               | ハニービーハニー                                             | はちみつ             | ハニチョコグミ                         | 完全無欠のクッキングスター | -  |
| 36 | 107 | 2月11日       | この日見た花の名前を私達はまだ知らない。 | サーシースーセーソースーン                                   | あいびき肉           | ハートチーズハンバーグ                 | いざ出発！クッキングフライト | -  |
| 36 | 108 | 2月12日       | 山地に咲く兄弟愛                         | 桃次郎                                                       | 黄桃                 | 生チョコフルーツサンド                 | DO MY BEST!! | -  |
| 37 | 109 | 2月17日       | あとは勇気だけだ！                       | ミラクルミルクーザ                                           | 牛乳                 | とり肉とじゃがいものにんにくクリーム煮 | それがテッパンフライパン | -  |
| 37 | 110 | 2月18日       | レモンの勇気                             | ラリルレモン                                                 | レモン               | バターレモンポークソテー               | それがテッパンフライパン | -  |
| 37 | 111 | 2月19日       | 天から来るもの                           | ギョザリアン                                                 | ギョーザの皮         | チーズスティックギョーザ               | それがテッパンフライパン | -  |
| 38 | 112 | 2月22日       | クックルン新世紀宣言・ごぼうスペシャル   | ごぼう1,000メートル                                          | ごぼう               | 牛ごぼうライスバーガー ごぼう          | クッキンファンタジア | B  |
| 39 | 113 | 3月3日        | ヨモギの冒険                             | -                                                            | -                    | -                                      | - | -  |
| 39 | 114 | 3月4日        | クリンの思い出                           | -                                                            | -                    | -                                      | - | -  |
| 39 | 115 | 3月5日        | マメコの帰還                             | -                                                            | -                    | -                                      | - | -  |
| 40 | 116 | 3月10日       | 私は帰ってきた！                         | ムッシュ・ショクパニエル                                     | ちくわ               | ちくわとチーズのいそべ焼き             | それがテッパンフライパン | -  |
| 40 | 117 | 3月11日       | キャンディー強奪                         | ムッシュ・ショクパニエル ジャイアントガーリアン              | あさり               | あさりとなのはなのスパゲッティ         | みんなでモグモグGood Time! | -  |
| 40 | 118 | 3月12日       | それ……お母さんです                       | ムッシュ・ショクパニエル ジャイアントガーリアン ブラゲーラ   | あぶらあげ           | いなりずし                             | クッキンファンタジア | -  |
| 41 | 119 | 3月17日       | マクロの決死圏                           | ムッシュ・ショクパニエル ジャイアントガーリアン ぷにぷにくん | たまご               | 肉まきゆでたまご                       | DO MY BEST!! | -  |
| 41 | 120 | 3月18日       | 戦士、再び……                             | ムッシュ・ショクパニエル ジャイアントガーリアン              | 食パン               | チキンカツサンド                       | 完全無欠のクッキングスター | -  |
| 41 | 121 | 3月19日       | レコンキスタ                             | ムッシュ・ショクパニエル ジャイアントガーリアン              | 食パン               | チキンカツサンド                       | DO MY BEST!! | -  |

### 2025年度
| 話 | 初回放送日    | サブタイトル               | 怪人                                                                   | テーマ食材       | 料理名                           | 調査内容       | 挿入歌                                                  | ED |
| -- | ------------- | -------------------------- | ---------------------------------------------------------------------- | ---------------- | -------------------------------- | -------------- | ------------------------------------------------------- | -- |
| 01 | 2025年 4月5日 | ライフ・ゴーズ・オン       | ストローベリー                                                         | いちご           | いちごソースのフレンチトースト   | いちご         | それがテッパンフライパン                                | B  |
| 02 | 4月12日       | お達者で、お母さん         | ニョキニョッキ                                                         | たけのこ         | 春野菜のあんかけ焼きそば         | いちご         | いざ出発！クッキングフライト                            | B  |
| 03 | 4月19日       | ダスト・メモリー           | ニンジンジンジンジンジンジン                                           | にんじん         | ミートオムレツ                   | 菜の花         | それがテッパンフライパン 完全無欠のクッキングスター     | A  |
| 04 | 5月10日       | 真昼の時代劇               | わかめヘアー子                                                         | わかめ           | わかめとじゃがいものみそ汁       | 菜の花         | みんなでモグモグGood Time! いざ出発！クッキングフライト | B  |
| 05 | 5月17日       | 今はおやすみ               | ヒョロ山ヒョロ太郎                                                     | もやし           | シャキシャキ！もやしのぶたつくね | しょうゆ       | それがテッパンフライパン クッキンファンタジア           | B  |
| 06 | 5月24日       | タピオカ、エースをねらえ！ | タッピー岡田                                                           | タピオカ         | タピオカティーミルクプリン       | しょうゆ       | クッキンファンタジア それがテッパンフライパン           | B  |
| 07 | 6月7日        | ドミノ、よし行け！         | ベーベーベーコン                                                       | ベーコン         | つつみ焼きピザ                   | トマト         | 完全無欠のクッキングスター サンバdeスリービンゴーズ     | B  |
| 08 | 6月14日       | コンプラ・ブーム           | キヌ五郎 モメン太 宇宙一かわいい!!ネギたん パイン無敵怪人 さくにゃんぼ | きぬごしどうふ   | とうふのお好み焼き               | トマト         | いざ出発！クッキングフライト 料理は虹色シンフォニー     | B  |
| 09 | 6月21日       | サイ・コミュニケーション   | ジャンボマメーズ                                                       | ミックスビーンズ | スパイシー豆サラダ               | 山菜           | サンバdeスリービンゴーズ 料理は虹色シンフォニー         | B  |
| 10 | 7月5日        | スペース・ランナウェイ     | とーびーコーン                                                         | とびこ           | キラキラ七夕ちらしずし           | 山菜           | 完全無欠のクッキングスター いざ出発！クッキングフライト | A  |
| 11 | 7月12日       | ピーマン王女、恋のあと     | ピーマン王女                                                           | ピーマン         | まるごとピーマンの肉づめ         | フリーズドライ | それがテッパンフライパン クッキンファンタジア           | A  |
| 12 | 7月19日       | プリンシパル・プリンセス   | ココミル                                                               | ココナツミルク   | ココナツチキンカレー             | フリーズドライ | サンバdeスリービンゴーズ それがテッパンフライパン       | B  |
| 13 | 8月2日        | 軌跡の価値は               | -                                                                      | -                | -                                | -              | みんなでモグモグGood Time! イラッキン愛のバラード       | B  |
| 14 | 8月9日        | 重力に魂を引かれた人間たち | かぼっちゃーん                                                         | かぼちゃ         | 冷たいかぼちゃのスープ           | キャンプめし   | 完全無欠のクッキングスター                              | A  |

### その他
- 2024年7月3日、11日、18日、25日、9月11日、10月16日、11月27日、12月4日にあおきいろで、クックルンver.のツバメが放送された[† 4]。